# Ningming
 Ningming  (chino simplificado: 宁明; pinyin: Níngmíng; Zhuang: Ningzmingz) es un condado bajo la administración de la ciudad-prefectura de Chongzuo, en la región autónoma Zhuang de Guangxi, República Popular China. Limita al norte con Fusui, al sur con Vietnam, al oeste con Pingxiang y al este con Fangchenggang. 
Su área es de 3,698 km². Se encuentra a una altitud de 450m sobre el nivel del mar. 
La economía de la ciudad gira en la industria del caña y bentonita, es conocida localmente como "centro de bentonita del sur de China".

## Demografía
Según estimación 2011 contaba con 425463 habitantes. 77.1% pertenece al grupo étnico de los Zhuang.